# Bończa (herb szlachecki)
Bończa (Bończe, Buńcza, Buńcze, Goworożec, Jednorożec, Rinocerus, Unicornus) – polski herb szlachecki włoskiego pochodzenia.

## Opis herbu
Opis zgodnie z klasycznymi regułami blazonowania:
W polu błękitnym jednorożec wspięty srebrny. W klejnocie pół wspiętego jednorożca srebrnego.

## Najwcześniejsze wzmianki
Herb pochodzenia włoskiego, najstarszy zapis z roku 1396. Najwcześniejsze źródło heraldyczne wymieniające herb to datowane na lata 1464–1480 Insignia seu clenodia Regis et Regni Poloniae polskiego historyka Jana Długosza. Zapisuje on informacje o włoskim pochodzeniu herbu wśród 71 najstarszych polskich herbów szlacheckich we fragmencie: "Gednoroszecz Rinocerus, que rinocerum album in campo celestino defert. Genus ex Italia ortum habens, vafrum et versutum; in Poloniam veniens Bonacza i. e. bonum tempus se nominauit, quod hodie corrupto vocabulo Bonycza nominatur. Cuius primus pater Myrz." .

## Herbowni
Artwich, Babinowski, Babiński, Badeni, Badowski, Baniewicz, Bańkowski, Barszczewski, Bartoszewski, Bartoszyński, Bartynowski, Barwikowski, Bernat, Białobrzeski, Białkowski, Bieroński, Biniewicz, Bochdan, Bogdziewicz, Boguniewski, Bohdan, Bohdanowicz, Bohdewicz, Bojarski, Bonecki, Bonicki, Boniecki, Bonkiewicz, Bońko, Borodenko, Borodzic, Borodzicz, Braciejewski, Braciejowski, Brozicki, Brujewicz, Brzeski, Brzostowski, Brzyski, Bujniewicz, Bukowski, Bukszewski, Burnecki, Buza, Bystrzycki, Chalecki, Charchowski, Charlęski, Charliński, Chilarski, Chmielecki, Chobotkowski, Chodnowski, Chodosowski, Chomętowski, Chrapek, Chrościchowski, Chrościechowski, Chrościejowski, Chrościkowski, Chruścikowski, Chyliński, Cichosz, Czyżykowski, Dalanowski, Domagalski, Dryliński, Dygulski, Fink, Fox, Franceson, Fredro, Gasparski, Gawski, Godkowski, Godlewski, Godzimierski, Gozimierski, Gozimirski, Golian, Gołaszewski, Gottartowski, Gozimirski, Grochowski, Gudynowicz, Gulbiński, Guliński, Iżycki, Jabłoński, Jacimierski, Jacimirski, Jodłowski, Klonowski, Kotarski, Krajow, Krakowiecki, Kraków, Krzeski, Krzewski, Kulwiński, Kułacki, Kunicki, Linczowski, Lisowski, Lissowski, Lubecki, Lubkowski, Łokuciejewski, Łokuciewski, Łubkowski, Łubkowski Buża, Markowicz, Markowski, Miaskowski, Mieczkowski, Mierzb, Mukułowski, Michałowski, Milewski, Modzelewski, Moraniecki, Nagórny, Niebrzegowski, Niedabylski, Niedobylski, Olenikow, Olfinier, Onufrowicz, Osmolski, Osmołowski, Osmólski, Osmulski, Ottenhausen, Ozdowski, Parchwic, Parznicki,Pawulski, Pencuła, Pieczyński, Pióro, Płończyk, Pokrzywnicki, Postrucki, Postruski, Postruski, Prachwicz, Prawidlnicki, Przywiński, Radawiecki, Ratowt, Romanczenko, Romaneczko, Romanenko, Romanowski, Rudziewicki, Ruszkowski, Rutkowski, Rybczewski, Rybczowski, Sapieha, Sienicki, Sienkiewicz, Skaczewski, Skarzyński, Skarżyński, Skoczewski, Skokowski, Skorowski, Skronowski, Skrzydlewski, Skrzynecki, Skwarski, Skweres, Socha, Solikowski, Srzebiecki, Stępiński,Stobiecki, Stogniew, Strebejko, Strzebiecki, Strzebieliński, Strzelbicki, Strzeszkowski, Swaraczewski, Szablowski, Szabłowski, Szarewicz, Szerszeński, Szerzeński, Szerzyński, Szuszkowski, Szyskowski, Szyszyłowicz, Śmietanka, Tabiszewski, Tomaszewski, Tomaszowski, Toroszowski, Trebecki, Trębecki, Troszczel, Trościel, Truszkowski, Turno, Turobojski, Turoboyski, Uszdowski, Uzdowski, Walewski, Waśniewski, Waśnioski, Waśniowski, Wąsocki, Wąsoski, Wielgo, Wielgowic, Wierzchowski, Wilga, Wilgierd,Wiśniewski, Wyspiański, Zachert, Zaworski, Zdrojkowski, Zdroykowski, Zimnoch, Zrebiecki, Zrzebiecki, Źrebiecki, Żółkiewski, Żrebiecki.

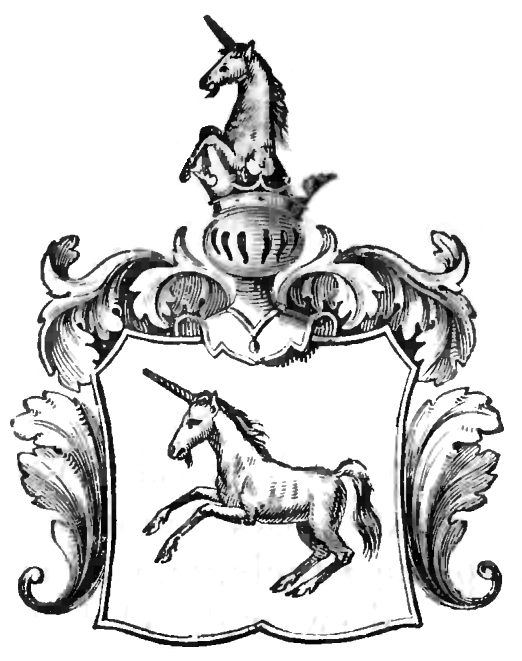
Wg K. Niesieckiego
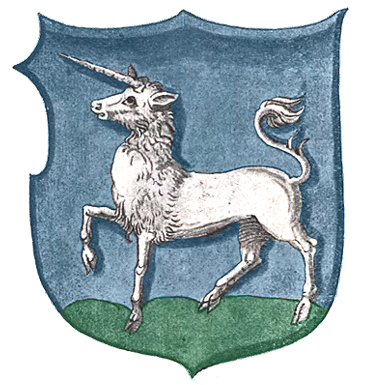
Wg J. Długosza
Wg M. Bielskiego
Wg B. Paprockiego
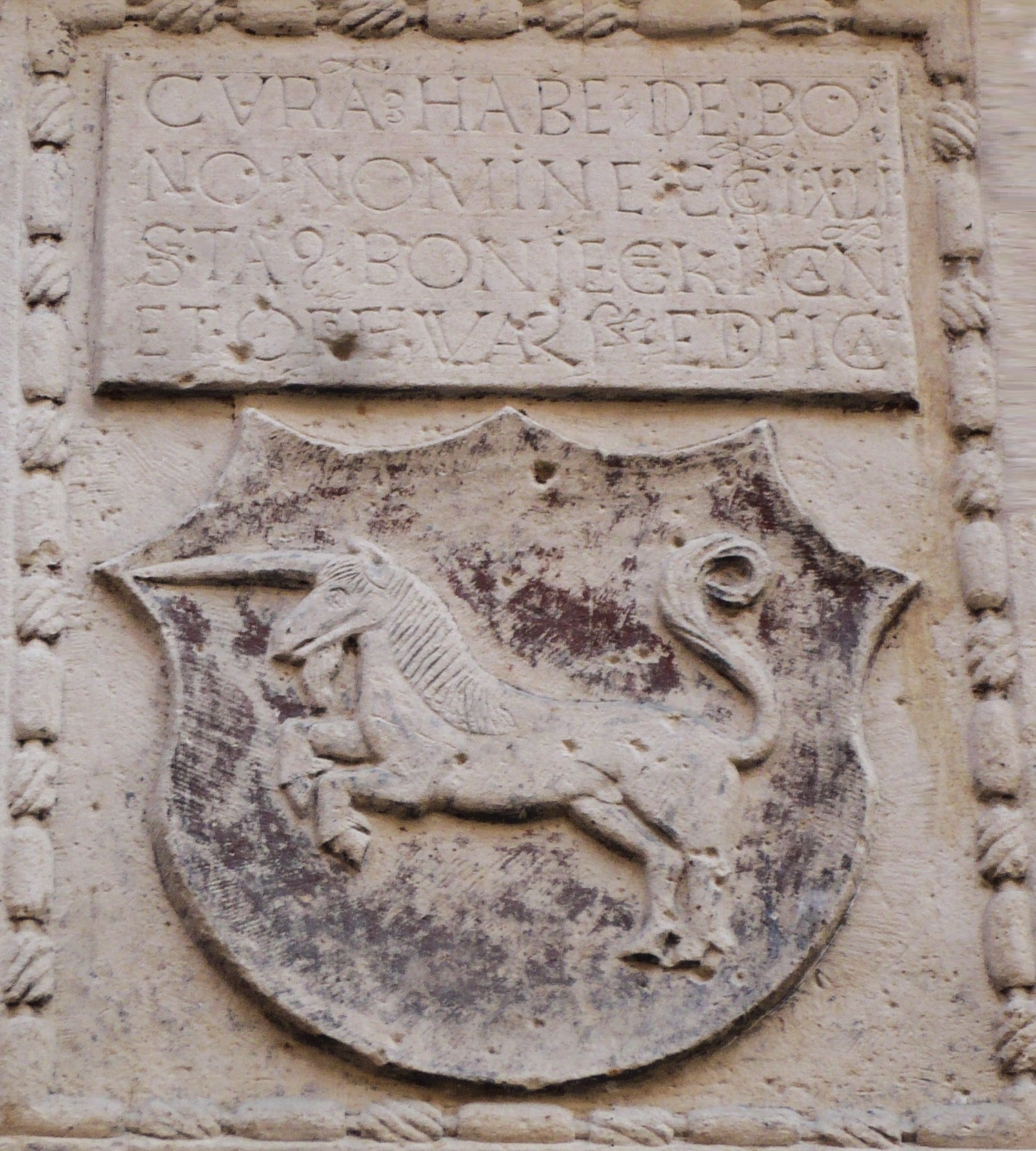
Ul. Jezuicka, Warszawa

## Znani herbowni
- Jednym z najbardziej znanych herbownych był Aleksander Fredro (1793-1876),
- Wódz Naczelny Powstania Listopadowego – Generał Jan Zygmunt Skrzynecki,
- Walenty Gozimierski z Gozimierza ur. ok. 1720 r. – bohater Polskiego Słownika Biograficznego, skarbnik Wschowa (1769), kawaler Orderu Świętego Stanisława (1777), kasztelan elblągski (1787), kawaler Orderu Orła Białego (1789), senator (1790), członek Sejmu Wielkiego,
- Joachim Badeni OP (1912–2010) – polski duchowny, prezbiter rzymskokatolicki, dominikanin, mistyk, duszpasterz akademicki,
- Stefan Chmielecki – wojewoda kijowski od 1629, strażnik wielki koronny, starosta owrucki i taborowski,
- Adam Boniecki – heraldyk
- Adam Boniecki MIC – polski duchowny